# Lynn N. Rivers
Lynn Nancy Rivers (Au Gres, 19 dicembre 1956) è una politica e insegnante statunitense, membro della Camera dei Rappresentanti per lo Stato del Michigan dal 1995 al 2003.

## Biografia
La Rivers, laureata all'Università del Michigan, trascorse alcuni anni lavorando nell'amministrazione locale, per poi essere eletta alla Camera dei Rappresentanti del Michigan nel 1993.
Nel 1995 la Rivers si candidò alla Camera dei Rappresentanti nazionale e vinse grazie al forte seguito di elettori democratici presenti nel suo distretto congressuale.
La Rivers fu rieletta per altri tre mandati, ma nel 2002 i distretti del Michigan furono riconfigurati a seguito del censimento del 2000. La donna quindi si trovò a concorrere per un nuovo distretto, il quindicesimo, sfidando così il compagno di partito John Dingell, deputato dal 1955. La Rivers alla fine fu sconfitta nelle primarie e abbandonò il Congresso.
Nel 1994 Lynn Rivers rivelò agli elettori la sua lunga lotta contro il disordine bipolare, che l'aveva afflitta per ventiquattro anni.
Dopo aver lasciato la politica attiva, la Rivers ha cominciato ad insegnare scienze politiche all'Università del Michigan.